# Lange Heuvelheide
Lange Heuvelheide är en hed i Belgien.   Den ligger i provinsen Limburg och regionen Flandern, i den nordöstra delen av landet, 70 km öster om huvudstaden Bryssel.
I omgivningarna runt Lange Heuvelheide växer i huvudsak blandskog. Runt Lange Heuvelheide är det tätbefolkat, med 397 invånare per kvadratkilometer.